# Miusera
Miusera – wieś w Gruzji (Abchazji), w regionie Gudauta. W 2011 roku liczyła 50 mieszkańców.